# Część przewodząca obca
Część przewodząca obca (ang. Extraneous conductive part) – część przewodząca niebędąca częścią urządzenia ani instalacji elektrycznej, która może wynieść określony potencjał, zazwyczaj potencjał ziemi lokalnej, np. metalowa konstrukcja budowlana, metalowy rurociąg, przewodząca podłoga lub ściana. Części przewodzące obce, dla wyrównania potencjału, łączy się ze sobą, z częściami przewodzącymi dostępnymi i z szyną wyrównawczą przewodami wyrównawczymi. Metalowe elementy konstrukcyjne budynku same mogą również pełnić rolę przewodów wyrównawczych.